# Idioglossa bigemma
Idioglossa bigemma là một loài bướm đêm thuộc họ Oecophoridae. Nó được tìm thấy ở Mauritius và Nam Phi.